# Youngsun-gun
Youngsun-gun (영선군, 永宣君; * 25. Juni 1870; † 22. März 1917) war der Enkel des Heungseon Daewongun und Neffe des koreanischen Königs Gojong in der Joseon-Dynastie. Sein eigentlicher Name ist I Jun-yong (kor. 이준용, 李埈鎔).

## Leben
Er war der Rivale von König Gojong und der Königin Myeongseong. In der Geschichte Koreas wird er für gewöhnlich mit seinem Beinamen Youngsun-gun und Yi Jun Yong(이준 공) genannt. Er soll mit Daewon-gun zusammen mit dem japanischen bevollmächtigten Diplomat für Korea Miura Gorō in Verbindung gestanden haben und den Auftrag zur Ermordung der koreanischen Königin Myeongseong gegeben haben. Er war liiert mit Hong von Namyang und Kim Kwang-san. Seine Konkubinen waren Lee Ok-kyung und Jeon Soon-hyuk.